# Stazione di La Spezia Scalo
La stazione di La Spezia Scalo è una stazione ferroviaria adibita ad uso esclusivo del trasporto merci, è comune alle due linee Genova-Pisa e Pontremolese. È sita nel quartiere Valdellora della città di La Spezia.

## Storia
La stazione fu inaugurata con la denominazione iniziale di "La Spezia Valdellora" il 24 ottobre 1874 nella località omonima, contestualmente alla tratta ferroviaria Sestri Levante-La Spezia. Fu in tale impianto che scese Garibaldi nel 1867, prigioniero dopo le vicende di Mentana.
Nel 1887 venne attivata la stazione definitiva di La Spezia Centrale, che fu subito destinata al servizio viaggiatori, mentre quello merci rimase presso l'impianto, declassato a scalo merci con il nome di La Spezia Scalo.
Nel 1912 vennero apportate varie modifiche di ampliamento all'impianto, la più significativa allo scalo merci.
Nel 2008 il Comune della Spezia deliberò di voler aprire lo scalo al traffico passeggeri. In vista della soppressione anche del servizio merci, esso ha proposto di voler valorizzare le aree ferroviarie con la realizzazione di una stazione per i passeggeri. Nel 2012 sono partiti i lavori per allargare via Valdellora in occasione dell'imminente apertura del centro commerciale Le Terrazze, all'interno dell'area ex Ip.

## Strutture e impianti
La stazione è dotata di vari edifici, uno di grandi dimensioni situato nel piazzale interno, un fabbricato nelle sue vicinanze ed infine il fabbricato principale, situato tra i binari di scalo ed i binari di corsa. Sono presenti altri edifici minori lato Pisa, nei pressi del ponte su via Antoniana.
Sono presenti 20 binari di cui 2 di corsa delle due linee. Nel 2012 però alcuni binari interni sono stati interessati dallo smantellamento per allargare via Valdellora, prima molto stretta e causa di continui ingorghi.

## Movimento
La stazione inizialmente effettuava entrambi i servizi merci e passeggeri ma, con l'inaugurazione della stazione Centrale, dal 1887 effettua solamente servizio merci, principalmente porta container. Presso l'impianto avviene anche la composizione dei vari treni diretti a La Spezia Marittima, dove le merci vengono caricate sulle navi dirette verso le varie destinazioni.

## Interscambi
La stazione permette i seguenti interscambi:
- Fermata autobus (linee ATC)

### Materiale fotografico
- Cartello La Spezia Scalo, Emiliano Maldini.